# Hesione splendida
Hesione splendida är en ringmaskart som beskrevs av Savigny in Lamarck 1818. Hesione splendida ingår i släktet Hesione och familjen Hesionidae. Inga underarter finns listade i Catalogue of Life.